# I fisici
I fisici (Die Physiker) è una commedia grottesca in due atti scritta dal drammaturgo svizzero Friedrich Dürrenmatt. Il testo viene pubblicato nel 1961 e vede il suo debutto il 21 febbraio 1962, sotto la regia di Kurt Horwitz alla Schauspielhaus di Zurigo. Il testo viene riscritto nel 1981 con l'apporto di alcune modifiche. L'autore sceglie di cambiare uno dei personaggi maschili principali in Mathilde von Zahnd e di suddividere l'opera in scene.

## Trama
La commedia narra di un fisico nucleare, Möbius, che scopre la formula universale del sistema per tutte le scoperte. Onde evitare che i suoi studi finiscano nelle mani sbagliate si fa internare in una casa di cura, Les Cerisièrs, fingendosi pazzo. Lo seguono, inscenando la stessa malattia, un agente segreto americano che fa finta di credere di essere Newton, e una spia comunista, che dice di credersi Einstein. Questi intendono impadronirsi della formula segreta, ma al termine della pièce l'unica persona che riuscirà a ottenere le carte sarà la proprietaria della clinica, Mathilde von Zahnd. L'unica vera folle, che intende assoggettare tutto il mondo con la scoperta di Möbius.

## Rappresentazioni in Italia
- La prima teatrale italiana è stata il 13 febbraio 1963[2] al Teatro Stabile di Palermo, Sala Scarlatti, regia di Sandro Bolchi, scena di Franz Fortunato. Interpreti: Tino Bianchi, Leonardo Severini, Piero De Santis, Cesarina Gheraldi (dottoressa von Zahnd), Edda Albertini, Amalia D’Alessio, Lia Guazzelli, Gualtiero Isnenghi, Sandro Ninchi, Francesco Morillo, Remo Foglino.
- La prima televisiva è stata trasmessa il 13 febbraio 1968[3], per la regia di Franco Enriquez, scene e costumi di Ottavio Coffano. Interpreti: Gianrico Tedeschi (Möbius), Ernesto Calindri (Newton), Carlo Enrici (Einstein), Adriana Innocenti (dottoressa von Zahnd), Giuseppe Giroletti, Sandro Pizzochero, Corrado Nardi, Giorgio Trestini, Dino Peretti, Enza Giovine, Mila Vannucci, Tony Fusaro, Edgar De Valle, Nino Pavese, Stefano Gialain, Pier Antonio Barbieri, Franco Giacobini, Andreina Paul, Antonio Aperto.